# Angolatitan
Angolatitan („angolský titán“) byl rodem sauropodního dinosaura ze skupiny Titanosauria, který žil v období rané svrchní křídy (geologický věk turon, před 94 až 90 miliony let) na území dnešního jihoafrického státu Angoly (souvrství Itombe, provincie Bengo). Je vůbec prvním dinosaurem, oficiálně popsaným z tohoto státu.
Fosilie angolatitana představují pouze fragmentární kosterní pozůstatky pravé přední končetiny. Kost pažní měří na délku 110 cm, jednalo se tedy o poměrně velkého dinosaura zhruba o hmotnosti dvou slonů afrických. Angolatitana popsal na počátku roku 2011 paleontolog Octávio Mateus a jeho kolegové. Typový druh je A. adamastor.